# Államok vezetőinek listája 839-ben
Ezen az oldalon az i. sz. 839-ben fennálló államok vezetőinek névsora olvasható földrészek, majd országok szerinti bontásban.

## Európa
- Asztúriai Királyság
  - Király: II. Alfonz (791–842)

- Beneventói Hercegség
  - Herceg: Sicard (832-839)
  - Herceg: I. Radelchis (839-851)

- Bizánci Birodalom
  - Császár: Teophilosz (829–842)

- Bolgár Kánság
  - Kán: Preszjan (836–852)

- Córdobai Emirátus
  - Emír: II. Abd al-Rahmán (822–852)

- Frank Birodalom
  - Császár: I. Lajos (814–840)
  - Spoletói Hercegség
    - Herceg: Berengár (836-743)

  - Toulouse-i Grófság
    - Gróf: Septimaniai Bernát (835–844)

- Morvák
  - Fejedelem: I. Mojmir (kb. 830-846)

- Pápai Állam
  - Pápa: IV. Gergely (827–844)

- Szerbek
  - Fejedelem: Vlasztimir (830-851)

- Velencei Köztársaság
  - Dózse: Pietro Tradonico (836–864)

### Britannia
- Dál Riata
  - Király: Eoganan (837–839)
  - Király: Alpín mac Echdach (839–841)

- Essexi Királyság
  - Király: II. Sigeric (825–840)

- Gwynedd
  - Király: Merfyn Frych (825–844)

- Kelet-angliai Királyság
  - Király: Æthelstan (827–845)

- Mercia
  - Király: Wiglaf (830–840)

- Northumbria
  - Király: Eanred (810–840)

- Piktek
  - Király: Eóganan 837–839
  - Király: Uen (839–842)

- Powys
  -     - Herceg: Cyngen ap Cadell (808–854)

- Strathclyde
  - Király: IV. Dumnuagal (kb. 810–kb. 840)

- Wessexi Királyság
  - Király: Egbert (802–839)
  - Király: Æthelwulf (839–855)

## Ázsia
- Abbászida Kalifátus
  - Kalifa: al-Mutaszim (833–842)

- India
  - Anuradhapura
    - Király: III. Dappula (827-843)

  - Karkota-dinasztia
    - Király: Csipjata-Dzsajapida (832–855)

  - Pallava
    - Király: III. Nandivarman (825–850)

  - Pándja-dinasztia
    - Király: Szirmara Szrivallabha (830–862)

  - Pratihara-dinasztia
    - Király: Mihira Bhodzsa (836–885)

  - Rástrakúta-dinasztia
    - Király: I. Amoghavarsa (814–878)

- Japán
  - Császár: Ninmjó (833–850)

- Khmer Birodalom
  - Király: II. Dzsajavarman (802–850)

- Kína (Tang-dinasztia)
  - Császár: Tang Ven-cung (826–840)

- Korea
  - Silla
    - Király: Mine (838-839)
    - Király: Sinmu (839)
    - Király: Munszong (839–857)

  - Palhe
    - Király: Te Idzsin (832-858)

- Nancsao
  - Király: Quanfengyou (823–859)

- Tibet
  - Király: Langdarma (836–842)

- Ujgur Kaganátus
  - Kagán: Külüg Bég (833-839)
  - Kagán: Kaszar (839-840)

## Afrika
- Aglabidák
  - Emír: Abu Ikal al-Aglab ibn Ibráhim (838–841)

- Idríszidák
  - Imám: Ali ibn Muhammad (836–849)

- Rusztamidák
  - Imám: Aflah ibn Abd al-Vahháb (824–872)

- Akszúmi Királyság
  - Akszúmi uralkodók listája

## Fordítás
- Ez a szócikk részben vagy egészben  a   Liste der Staatsoberhäupter 839 című német Wikipédia-szócikk ezen változatának fordításán alapul.  Az eredeti cikk szerkesztőit annak laptörténete sorolja fel. Ez a jelzés csupán a megfogalmazás eredetét és a szerzői jogokat jelzi, nem szolgál a cikkben szereplő információk forrásmegjelöléseként.